# 존 스탠딩
제4대 블렛츨리파크 준남작 존 로널드 레온 스탠딩 경(Sir John Ronald Leon Standing, 4th Baronet, 1934년 8월 16일~)은 영국의 배우이다. 런던에서 배우 케이 해먼드와 주식 중개인 로널드 조지 리언 경(Sir Ronald George Leon, 3rd Baronet) 사이에서 태어났다.
존 스탠딩은 1964년 아버지의 준남작작위를 승계했지만, 작위에 따른 '경(Sir)'의 칭호를 잘 사용하지 않는 편이다.

## 출연 작품
- 댈러웨이 부인